# 154-й истребительный авиационный полк
154-й истребительный авиационный полк — воинское подразделение вооружённых сил СССР в Великой Отечественной войне.

## История
Полк сформирован Директивой Генерального штаба КА и приказом ВВС Ленинградского военного округа от 13.08.1940 г. по штату № 015/21 и включен в состав 39-й истребительной авиадивизии с базированием на аэродроме Пушкин на самолётах И-16.
В составе действующей армии во время Великой Отечественной войны с 22 июня 1941 по 22 ноября 1942 года.
20 мая 1941 года полк убыл в летний лагерь Зайцево. По состоянию на 22 июня 1941 года находился в составе ВВС РККА, базировался в Пушкине и Зайцево, имея на вооружении 47 самолётов И-16 и И-153 (в том числе 3 неисправных), но всего при 15 лётчиках.
Уже в июне 1941 года передал большую часть своих самолётов в другие подразделения и был вооружён истребителями МиГ-3.
С 7 июля 1941 года полк был передан в оперативное подчинение 7-го авиакорпуса ПВО. Ведёт бои над подступами к Ленинграду, начиная с июля 1941 года, над Лугой, Плюссой затем, например, 18 августа 1941 года над Новгородом и Чудово, 21 августа 1941 года над Пушкиным.
В сентябре 1941 года базируется на аэродроме Плеханово в Волховском районе.
20 сентября 1941 года перебазировался в 27-й запасной авиационный полк под Вологду где прошёл обучение на самолёты P-40. Получив 20 самолётов P-40 «Tomahawk», 26 ноября 1941 года полк в двухэскадрильном составе перебазировался на полевой аэродром Подборовье и приступил к сопровождению транспортных самолётов, летящих в Ленинград и из него, выполнял эту задачу в течение месяца.
С конца декабря 1941 года, полк снова перебазировался на аэродром Плеханово и обеспечивал прикрытие войск 54-й армии, а также охрану железной дороги на участке Мыслино — Пупышево — Георгиевский, железнодорожного моста через Волхов и Волховстроя.
В январе — апреле 1942 года ведёт бои в основном над Погостье, Виняголово, Кондуя, Смердыня, Кордыня, Макарьевская пустынь обеспечивая действия 54-й армии в ходе Любанской операции. В марте начал получать самолёты P-40Е «Kittyhawk», на 12 марта 1942 года в полку имелось 7 самолётов «Tomahawk» и 7 «Kittyhawk»
В дальнейшем действует под Ленинградом в составе оперативной авиационной группы, так 30 августа 1942 года штурмует аэродром Сиверский, 1 сентября 1942 года ведёт бой над Волховым, 29 сентября 1942 года над Невской Дубровкой, 4 ноября 1942 прикрывает Кобону
22 ноября 1942 года приказом Народного комиссара обороны СССР № 374 преобразован в 29-й гвардейский истребительный авиационный полк.

## Подчинение
| Дата            | Фронт (округ)                                              | Армия     | Корпус                             | Дивизия                                 | Примечания                                    |
| --------------- | ---------------------------------------------------------- | --------- | ---------------------------------- | --------------------------------------- | --------------------------------------------- |
| 22.06.1941 года | Северный фронт                                             | -         | -                                  | 39-я истребительная авиационная дивизия | -                                             |
| 01.07.1941 года | Северный фронт                                             | -         | -                                  | 39-я истребительная авиационная дивизия | -                                             |
| 10.07.1941 года | Северный фронт                                             | -         | -                                  | 39-я истребительная авиационная дивизия | в оперативном подчинении 7-го авиакорпуса ПВО |
| 01.08.1941 года | Северный фронт                                             | -         | -                                  | 39-я истребительная авиационная дивизия | в оперативном подчинении 7-го авиакорпуса ПВО |
| 01.09.1941 года | Ленинградский фронт                                        | -         | -                                  | 39-я истребительная авиационная дивизия | -                                             |
| 01.10.1941 года | Ленинградский фронт                                        | -         | -                                  | 39-я истребительная авиационная дивизия | -                                             |
| 01.11.1941 года | Ленинградский фронт                                        | -         | -                                  | 39-я истребительная авиационная дивизия | -                                             |
| 01.12.1941 года | Ленинградский фронт                                        | -         | -                                  | 39-я истребительная авиационная дивизия | -                                             |
| 01.01.1942 года | Ленинградский фронт                                        | -         | -                                  | 39-я истребительная авиационная дивизия | -                                             |
| 01.02.1942 года | Ленинградский фронт                                        | -         | -                                  | -                                       | -                                             |
| 01.03.1942 года | Ленинградский фронт                                        | -         | -                                  | -                                       | -                                             |
| 01.04.1942 года | Ленинградский фронт                                        | 8-я армия | ВВС 8-й армии                      | -                                       | -                                             |
| 01.05.1942 года | Ленинградский фронт (Группа войск Волховского направления) | 8-я армия | ВВС 8-й армии                      | -                                       | -                                             |
| 01.06.1942 года | Ленинградский фронт (Волховская группа войск)              | 8-я армия | ВВС 8-й армии                      | -                                       | -                                             |
| 01.07.1942 года | Ленинградский фронт                                        | -         | Авиагруппа генерал-майора Жданова  | -                                       | -                                             |
| 01.08.1942 года | Ленинградский фронт                                        | -         | Авиагруппа генерал-майора Жданова  | -                                       | -                                             |
| 01.09.1942 года | Ленинградский фронт                                        | -         | Авиагруппа генерал-майора Андреева | -                                       | -                                             |
| 01.10.1942 года | Ленинградский фронт                                        | -         | Авиагруппа генерал-майора Андреева | -                                       | -                                             |
| 01.11.1942 года | Ленинградский фронт                                        | -         | Авиагруппа генерал-майора Андреева | -                                       | -                                             |

## Командиры
- Антонов, Николай Дмитриевич (13.08.1940 — 10.11.1941)[3], полковой комиссар, полковник,
- Матвеев Александр Андреевич (10.11.1941 — 18.05.1943)[3], батальонный комиссар, подполковник.

## Отличившиеся воины полка
| Награда | Ф. И. О.                       | Должность                        | Звание            | Данные о вылетах | Дата награждения | Примечания                                                               |
| ------- | ------------------------------ | -------------------------------- | ----------------- | --- | ---------------- | ------------------------------------------------------------------------ |
|         | Покрышев, Пётр Афанасьевич     | командир эскадрильи              | капитан           | к моменту представления 196 боевых вылетов, в 44 воздушных боях лично сбил 16 и в составе группы 6 самолётов противника. | 10.02.1943       | в составе полка представлен в первый раз                                 |
|         | Зеленов, Николай Андрианович   | заместитель командира эскадрильи | старший лейтенант | к моменту представления 382 боевых вылетов, в 47 воздушных боях лично сбил 9 и в составе группы 8 самолётов противника.  | 10.02.1943       | 12.07.1941 совершил таран, погиб 29.06.1944                              |
|         | Матвеев, Владимир Иванович     | командир эскадрильи              | капитан           | - | 22.07.1941       | 12.07.1941 совершил таран, погиб 01.01.1942                              |
|         | Петров, Георгий Георгиевич     | Командир эскадрильи              | капитан           | к моменту представления 120 боевых вылетов, лично сбил 3 самолёта противника.                                            | 16.01.1942       | погиб 13.06.1944                                                         |
|         | Пилютов, Пётр Андреевич        | Заместитель командира полка      | капитан           | к моменту представления 170 боевых вылетов, лично сбил 6 и в составе группы 4 самолёта противника.                       | 10.02.1943       |                                                                          |
|         | Сторожаков, Алексей Николаевич | Заместитель командира эскадрильи | старший лейтенант | к моменту представления 152 боевых вылета, в 25 воздушных боях сбил лично 8 и в группе 3 самолёта противника.            | 16.01.1942       | посмертно, 23.07.1941 совершил таран, 10.09.1941 совершил огненный таран |
|         | Титовка, Сергей Алексеевич     | Командир звена                   | лейтенант         | к моменту представления 48 боевых вылетов, в 19 воздушных боях сбил 4 вражеских самолёта.                                | 22.07.1941       | посмертно, 10.07.1941 совершил таран                                     |